# 1829
Portal Geschichte | Portal Biografien | Aktuelle Ereignisse | Jahreskalender | Tagesartikel

◄ |
18. Jahrhundert |
19. Jahrhundert
| 20. Jahrhundert | ►

◄ |
1790er |
1800er |
1810er |
1820er
| 1830er | 1840er | 1850er | ►

◄◄ |
◄ |
1825 |
1826 |
1827 |
1828 |
1829
| 1830 | 1831 | 1832 | 1833 | ► | ►►
Staatsoberhäupter · Wahlen · Nekrolog   · Musikjahr
| Januar | Januar | Januar | Januar | Januar | Januar | Januar | Januar |
| Kw     | Mo     | Di     | Mi     | Do     | Fr     | Sa     | So     |
| ------ | ------ | ------ | ------ | ------ | ------ | ------ | ------ |
| 1      |        |        |        | 1      | 2      | 3      | 4      |
| 2      | 5      | 6      | 7      | 8      | 9      | 10     | 11     |
| 3      | 12     | 13     | 14     | 15     | 16     | 17     | 18     |
| 4      | 19     | 20     | 21     | 22     | 23     | 24     | 25     |
| 5      | 26     | 27     | 28     | 29     | 30     | 31     |        |

| Februar | Februar | Februar | Februar | Februar | Februar | Februar | Februar |
| Kw      | Mo      | Di      | Mi      | Do      | Fr      | Sa      | So      |
| ------- | ------- | ------- | ------- | ------- | ------- | ------- | ------- |
| 5       |         |         |         |         |         |         | 1       |
| 6       | 2       | 3       | 4       | 5       | 6       | 7       | 8       |
| 7       | 9       | 10      | 11      | 12      | 13      | 14      | 15      |
| 8       | 16      | 17      | 18      | 19      | 20      | 21      | 22      |
| 9       | 23      | 24      | 25      | 26      | 27      | 28      |         |

| März | März | März | März | März | März | März | März |
| Kw   | Mo   | Di   | Mi   | Do   | Fr   | Sa   | So   |
| ---- | ---- | ---- | ---- | ---- | ---- | ---- | ---- |
| 9    |      |      |      |      |      |      | 1    |
| 10   | 2    | 3    | 4    | 5    | 6    | 7    | 8    |
| 11   | 9    | 10   | 11   | 12   | 13   | 14   | 15   |
| 12   | 16   | 17   | 18   | 19   | 20   | 21   | 22   |
| 13   | 23   | 24   | 25   | 26   | 27   | 28   | 29   |
| 14   | 30   | 31   |      |      |      |      |      |

| April | April | April | April | April | April | April | April |
| Kw    | Mo    | Di    | Mi    | Do    | Fr    | Sa    | So    |
| ----- | ----- | ----- | ----- | ----- | ----- | ----- | ----- |
| 14    |       |       | 1     | 2     | 3     | 4     | 5     |
| 15    | 6     | 7     | 8     | 9     | 10    | 11    | 12    |
| 16    | 13    | 14    | 15    | 16    | 17    | 18    | 19    |
| 17    | 20    | 21    | 22    | 23    | 24    | 25    | 26    |
| 18    | 27    | 28    | 29    | 30    |       |       |       |

| Mai | Mai | Mai | Mai | Mai | Mai | Mai | Mai |
| Kw  | Mo  | Di  | Mi  | Do  | Fr  | Sa  | So  |
| --- | --- | --- | --- | --- | --- | --- | --- |
| 18  |     |     |     |     | 1   | 2   | 3   |
| 19  | 4   | 5   | 6   | 7   | 8   | 9   | 10  |
| 20  | 11  | 12  | 13  | 14  | 15  | 16  | 17  |
| 21  | 18  | 19  | 20  | 21  | 22  | 23  | 24  |
| 22  | 25  | 26  | 27  | 28  | 29  | 30  | 31  |

| Juni | Juni | Juni | Juni | Juni | Juni | Juni | Juni |
| Kw   | Mo   | Di   | Mi   | Do   | Fr   | Sa   | So   |
| ---- | ---- | ---- | ---- | ---- | ---- | ---- | ---- |
| 23   | 1    | 2    | 3    | 4    | 5    | 6    | 7    |
| 24   | 8    | 9    | 10   | 11   | 12   | 13   | 14   |
| 25   | 15   | 16   | 17   | 18   | 19   | 20   | 21   |
| 26   | 22   | 23   | 24   | 25   | 26   | 27   | 28   |
| 27   | 29   | 30   |      |      |      |      |      |

| Juli | Juli | Juli | Juli | Juli | Juli | Juli | Juli |
| Kw   | Mo   | Di   | Mi   | Do   | Fr   | Sa   | So   |
| ---- | ---- | ---- | ---- | ---- | ---- | ---- | ---- |
| 27   |      |      | 1    | 2    | 3    | 4    | 5    |
| 28   | 6    | 7    | 8    | 9    | 10   | 11   | 12   |
| 29   | 13   | 14   | 15   | 16   | 17   | 18   | 19   |
| 30   | 20   | 21   | 22   | 23   | 24   | 25   | 26   |
| 31   | 27   | 28   | 29   | 30   | 31   |      |      |

| August | August | August | August | August | August | August | August |
| Kw     | Mo     | Di     | Mi     | Do     | Fr     | Sa     | So     |
| ------ | ------ | ------ | ------ | ------ | ------ | ------ | ------ |
| 31     |        |        |        |        |        | 1      | 2      |
| 32     | 3      | 4      | 5      | 6      | 7      | 8      | 9      |
| 33     | 10     | 11     | 12     | 13     | 14     | 15     | 16     |
| 34     | 17     | 18     | 19     | 20     | 21     | 22     | 23     |
| 35     | 24     | 25     | 26     | 27     | 28     | 29     | 30     |
| 36     | 31     |        |        |        |        |        |        |

| September | September | September | September | September | September | September | September |
| Kw        | Mo        | Di        | Mi        | Do        | Fr        | Sa        | So        |
| --------- | --------- | --------- | --------- | --------- | --------- | --------- | --------- |
| 36        |           | 1         | 2         | 3         | 4         | 5         | 6         |
| 37        | 7         | 8         | 9         | 10        | 11        | 12        | 13        |
| 38        | 14        | 15        | 16        | 17        | 18        | 19        | 20        |
| 39        | 21        | 22        | 23        | 24        | 25        | 26        | 27        |
| 40        | 28        | 29        | 30        |           |           |           |           |

| Oktober | Oktober | Oktober | Oktober | Oktober | Oktober | Oktober | Oktober |
| Kw      | Mo      | Di      | Mi      | Do      | Fr      | Sa      | So      |
| ------- | ------- | ------- | ------- | ------- | ------- | ------- | ------- |
| 40      |         |         |         | 1       | 2       | 3       | 4       |
| 41      | 5       | 6       | 7       | 8       | 9       | 10      | 11      |
| 42      | 12      | 13      | 14      | 15      | 16      | 17      | 18      |
| 43      | 19      | 20      | 21      | 22      | 23      | 24      | 25      |
| 44      | 26      | 27      | 28      | 29      | 30      | 31      |         |

| November | November | November | November | November | November | November | November |
| Kw       | Mo       | Di       | Mi       | Do       | Fr       | Sa       | So       |
| -------- | -------- | -------- | -------- | -------- | -------- | -------- | -------- |
| 44       |          |          |          |          |          |          | 1        |
| 45       | 2        | 3        | 4        | 5        | 6        | 7        | 8        |
| 46       | 9        | 10       | 11       | 12       | 13       | 14       | 15       |
| 47       | 16       | 17       | 18       | 19       | 20       | 21       | 22       |
| 48       | 23       | 24       | 25       | 26       | 27       | 28       | 29       |
| 49       | 30       |          |          |          |          |          |          |

| Dezember | Dezember | Dezember | Dezember | Dezember | Dezember | Dezember | Dezember |
| Kw       | Mo       | Di       | Mi       | Do       | Fr       | Sa       | So       |
| -------- | -------- | -------- | -------- | -------- | -------- | -------- | -------- |
| 49       |          | 1        | 2        | 3        | 4        | 5        | 6        |
| 50       | 7        | 8        | 9        | 10       | 11       | 12       | 13       |
| 51       | 14       | 15       | 16       | 17       | 18       | 19       | 20       |
| 52       | 21       | 22       | 23       | 24       | 25       | 26       | 27       |
| 53       | 28       | 29       | 30       | 31       |          |          |          |

| Januar | Januar | Januar | Januar | Januar | Januar | Januar | Januar |
| Kw     | Mo     | Di     | Mi     | Do     | Fr     | Sa     | So     |
| ------ | ------ | ------ | ------ | ------ | ------ | ------ | ------ |
| 1      |        |        |        | 1      | 2      | 3      | 4      |
| 2      | 5      | 6      | 7      | 8      | 9      | 10     | 11     |
| 3      | 12     | 13     | 14     | 15     | 16     | 17     | 18     |
| 4      | 19     | 20     | 21     | 22     | 23     | 24     | 25     |
| 5      | 26     | 27     | 28     | 29     | 30     | 31     |        |

| Februar | Februar | Februar | Februar | Februar | Februar | Februar | Februar |
| Kw      | Mo      | Di      | Mi      | Do      | Fr      | Sa      | So      |
| ------- | ------- | ------- | ------- | ------- | ------- | ------- | ------- |
| 5       |         |         |         |         |         |         | 1       |
| 6       | 2       | 3       | 4       | 5       | 6       | 7       | 8       |
| 7       | 9       | 10      | 11      | 12      | 13      | 14      | 15      |
| 8       | 16      | 17      | 18      | 19      | 20      | 21      | 22      |
| 9       | 23      | 24      | 25      | 26      | 27      | 28      |         |

| März | März | März | März | März | März | März | März |
| Kw   | Mo   | Di   | Mi   | Do   | Fr   | Sa   | So   |
| ---- | ---- | ---- | ---- | ---- | ---- | ---- | ---- |
| 9    |      |      |      |      |      |      | 1    |
| 10   | 2    | 3    | 4    | 5    | 6    | 7    | 8    |
| 11   | 9    | 10   | 11   | 12   | 13   | 14   | 15   |
| 12   | 16   | 17   | 18   | 19   | 20   | 21   | 22   |
| 13   | 23   | 24   | 25   | 26   | 27   | 28   | 29   |
| 14   | 30   | 31   |      |      |      |      |      |

| April | April | April | April | April | April | April | April |
| Kw    | Mo    | Di    | Mi    | Do    | Fr    | Sa    | So    |
| ----- | ----- | ----- | ----- | ----- | ----- | ----- | ----- |
| 14    |       |       | 1     | 2     | 3     | 4     | 5     |
| 15    | 6     | 7     | 8     | 9     | 10    | 11    | 12    |
| 16    | 13    | 14    | 15    | 16    | 17    | 18    | 19    |
| 17    | 20    | 21    | 22    | 23    | 24    | 25    | 26    |
| 18    | 27    | 28    | 29    | 30    |       |       |       |

| Mai | Mai | Mai | Mai | Mai | Mai | Mai | Mai |
| Kw  | Mo  | Di  | Mi  | Do  | Fr  | Sa  | So  |
| --- | --- | --- | --- | --- | --- | --- | --- |
| 18  |     |     |     |     | 1   | 2   | 3   |
| 19  | 4   | 5   | 6   | 7   | 8   | 9   | 10  |
| 20  | 11  | 12  | 13  | 14  | 15  | 16  | 17  |
| 21  | 18  | 19  | 20  | 21  | 22  | 23  | 24  |
| 22  | 25  | 26  | 27  | 28  | 29  | 30  | 31  |

| Juni | Juni | Juni | Juni | Juni | Juni | Juni | Juni |
| Kw   | Mo   | Di   | Mi   | Do   | Fr   | Sa   | So   |
| ---- | ---- | ---- | ---- | ---- | ---- | ---- | ---- |
| 23   | 1    | 2    | 3    | 4    | 5    | 6    | 7    |
| 24   | 8    | 9    | 10   | 11   | 12   | 13   | 14   |
| 25   | 15   | 16   | 17   | 18   | 19   | 20   | 21   |
| 26   | 22   | 23   | 24   | 25   | 26   | 27   | 28   |
| 27   | 29   | 30   |      |      |      |      |      |

| Juli | Juli | Juli | Juli | Juli | Juli | Juli | Juli |
| Kw   | Mo   | Di   | Mi   | Do   | Fr   | Sa   | So   |
| ---- | ---- | ---- | ---- | ---- | ---- | ---- | ---- |
| 27   |      |      | 1    | 2    | 3    | 4    | 5    |
| 28   | 6    | 7    | 8    | 9    | 10   | 11   | 12   |
| 29   | 13   | 14   | 15   | 16   | 17   | 18   | 19   |
| 30   | 20   | 21   | 22   | 23   | 24   | 25   | 26   |
| 31   | 27   | 28   | 29   | 30   | 31   |      |      |

| August | August | August | August | August | August | August | August |
| Kw     | Mo     | Di     | Mi     | Do     | Fr     | Sa     | So     |
| ------ | ------ | ------ | ------ | ------ | ------ | ------ | ------ |
| 31     |        |        |        |        |        | 1      | 2      |
| 32     | 3      | 4      | 5      | 6      | 7      | 8      | 9      |
| 33     | 10     | 11     | 12     | 13     | 14     | 15     | 16     |
| 34     | 17     | 18     | 19     | 20     | 21     | 22     | 23     |
| 35     | 24     | 25     | 26     | 27     | 28     | 29     | 30     |
| 36     | 31     |        |        |        |        |        |        |

| September | September | September | September | September | September | September | September |
| Kw        | Mo        | Di        | Mi        | Do        | Fr        | Sa        | So        |
| --------- | --------- | --------- | --------- | --------- | --------- | --------- | --------- |
| 36        |           | 1         | 2         | 3         | 4         | 5         | 6         |
| 37        | 7         | 8         | 9         | 10        | 11        | 12        | 13        |
| 38        | 14        | 15        | 16        | 17        | 18        | 19        | 20        |
| 39        | 21        | 22        | 23        | 24        | 25        | 26        | 27        |
| 40        | 28        | 29        | 30        |           |           |           |           |

| Oktober | Oktober | Oktober | Oktober | Oktober | Oktober | Oktober | Oktober |
| Kw      | Mo      | Di      | Mi      | Do      | Fr      | Sa      | So      |
| ------- | ------- | ------- | ------- | ------- | ------- | ------- | ------- |
| 40      |         |         |         | 1       | 2       | 3       | 4       |
| 41      | 5       | 6       | 7       | 8       | 9       | 10      | 11      |
| 42      | 12      | 13      | 14      | 15      | 16      | 17      | 18      |
| 43      | 19      | 20      | 21      | 22      | 23      | 24      | 25      |
| 44      | 26      | 27      | 28      | 29      | 30      | 31      |         |

| November | November | November | November | November | November | November | November |
| Kw       | Mo       | Di       | Mi       | Do       | Fr       | Sa       | So       |
| -------- | -------- | -------- | -------- | -------- | -------- | -------- | -------- |
| 44       |          |          |          |          |          |          | 1        |
| 45       | 2        | 3        | 4        | 5        | 6        | 7        | 8        |
| 46       | 9        | 10       | 11       | 12       | 13       | 14       | 15       |
| 47       | 16       | 17       | 18       | 19       | 20       | 21       | 22       |
| 48       | 23       | 24       | 25       | 26       | 27       | 28       | 29       |
| 49       | 30       |          |          |          |          |          |          |

| Dezember | Dezember | Dezember | Dezember | Dezember | Dezember | Dezember | Dezember |
| Kw       | Mo       | Di       | Mi       | Do       | Fr       | Sa       | So       |
| -------- | -------- | -------- | -------- | -------- | -------- | -------- | -------- |
| 49       |          | 1        | 2        | 3        | 4        | 5        | 6        |
| 50       | 7        | 8        | 9        | 10       | 11       | 12       | 13       |
| 51       | 14       | 15       | 16       | 17       | 18       | 19       | 20       |
| 52       | 21       | 22       | 23       | 24       | 25       | 26       | 27       |
| 53       | 28       | 29       | 30       | 31       |          |          |          |

## Ereignisse

### Politik und Weltgeschehen

#### Amerika
- 4. März: Andrew Jackson tritt sein Amt als siebenter Präsident der Vereinigten Staaten an. Er löst John Quincy Adams ab.
- Antonio Armijo entdeckte als erster Europäer eine Oase, die Las Vegas genannt wird.

#### Europa
- 22. März: Im ersten von drei Londoner Protokollen legen die drei Großmächte Frankreich, Großbritannien und Russland den Grenzverlauf des künftigen Staates Griechenland fest.
- 24. März: Das britische Parlament beschließt den von Innenminister Robert Peel eingebrachten Roman Catholic Relief Act 1829. König George IV. stimmt dem Gesetz widerwillig erst am 13. April zu, nachdem die Regierung des Duke of Wellington ihren Rücktritt angedroht hat. Peel, ursprünglich als überzeugter Gegner der Katholikenemanzipation gewählt, muss im Anschluss seinen Parlamentssitz räumen.
- 14. September: Der Friede von Adrianopel beendet den Krieg zwischen Russland und dem Osmanischen Reich.
- 29. September: Der britische Innenminister Robert Peel gründet für London das Metropolitan Police Service, deren Angehörige den Spitznamen „Bobbies“ erhalten.
- 3. Dezember: Die seit 1824 bestehende Personalunion zwischen West- und Ostpreußen wird in eine Realunion umgewandelt.

### Asien
- 26. Januar: Anuvong, der letzte König des laotischen Königreiches Vientiane, wird nach dem Scheitern der Chao-Anu-Rebellion in Bangkok nach tagelanger Folter hingerichtet.

### Wirtschaft
- 13. März: Zum Zweck der Schifffahrt auf der Donau und ihren Nebenflüssen wird im Kaisertum Österreich die Erste Donau-Dampfschiffahrts-Gesellschaft gegründet, die sich im späten 19. Jahrhundert als Teil der Österreichischen Handelsmarine zur weltgrößten Binnenreederei entwickeln wird.
- 18. März: Das Kaisertum Österreich und das Königreich Bayern unterzeichnen die Salinenkonvention zur Regelung von zwischenstaatlichen Fragen der Salzgewinnung. Diese betreffen den Salzabbau vom österreichischen Dürrnberg aus bis auf bayerisches Staatsgebiet und die Holzgewinnung für die bayerische Saline Bad Reichenhall im österreichischen Pinzgau (Saalforste). Sie gilt als der älteste noch gültige Staatsvertrag Europas.
- 23. Mai: Cyrill Demian erhält in Wien zusammen mit seinen Söhnen Karl und Guido ein Privilegium (Patent) für die Erfindung des Akkordeons.
- Wilhelm Stumpf gründet den Märkischen Sprecher, eine Zeitung für den Kreis Bochum.

### Wissenschaft und Technik

#### Entwicklung der Eisenbahn

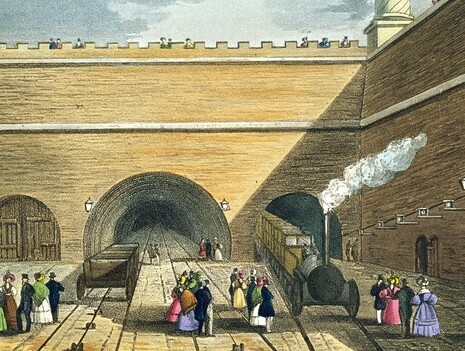
Wapping-Tunnel mit Güterwagen an der Seilwinde

- Juli: In Liverpool findet nach rund dreijähriger Bauzeit die feierliche Eröffnung des Wapping-Tunnels statt, der nach Plänen von George Stephenson für die Liverpool and Manchester Railway erbaut wurde. Der  Tunnel gilt als der weltweit erste Verkehrstunnel, der unter einer Stadt hindurch verläuft. Obwohl die Bauarbeiten abgeschlossen sind, wird der Tunnel erst ein Jahr später zusammen mit der Bahnstrecke in Betrieb genommen. Der zweigleisige Tunnel ist aufgrund der steilen Neigung nicht für den Lokomotivbetrieb ausgelegt. Stattdessen rollen die Güterwagen mithilfe der Schwerkraft bergab zum Hafen und werden mittels einer stationären Dampfwinde wieder bergauf nach Edge Hill gezogen.

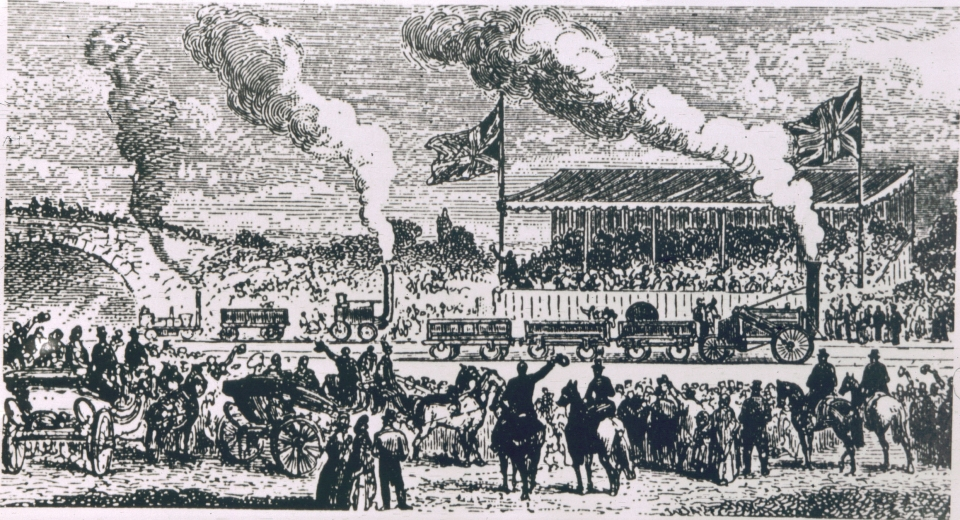
Nachträgliche Darstellung der Rainhill Trials

- 6. Oktober: Das Rennen von Rainhill beginnt, bei dem eine geeignete Lokomotive für die geplante Eisenbahnstrecke zwischen Liverpool und Manchester gefunden werden soll.
- Ende des Jahres wird auf der Schlebusch-Harkorter Kohlenbahn eine zweite Teilstrecke in Betrieb genommen. Sie ist damit die erste Eisenbahn in Deutschland über die Länge einer preußischen Meile.

#### Mathematik und Naturwissenschaften
- Gaspard Gustave de Coriolis entwickelt die wichtigsten Gesetze der klassischen Relativbewegung, siehe 1835.
- Carl Friedrich Gauß veröffentlicht sein Differentialprinzip der Mechanik, das Prinzip des kleinsten Zwanges.
- Nikolai Iwanowitsch Lobatschewski spricht die Möglichkeit einer Geometrie ohne Parallelenpostulat an (Nichteuklidische Geometrie).

#### Lehre und Forschung
- 27. Januar: Auf Initiative von Hans Christian Ørsted wird Dänemarks Technische Universität unter dem Namen Den Polytekniske Læreanstalt gegründet.
- Das Deutsche Archäologische Institut wird gegründet.

### Kultur
- 10. Januar: Die Uraufführung der Oper La fiancée (Die Braut) von Daniel-François-Esprit Auber erfolgt an der Opéra-Comique in Paris. Bereits Ende des Jahres übersetzt Louis Angely das Libretto von Eugène Scribe und inszeniert die Oper am Königsstädtischen Theater in Berlin.

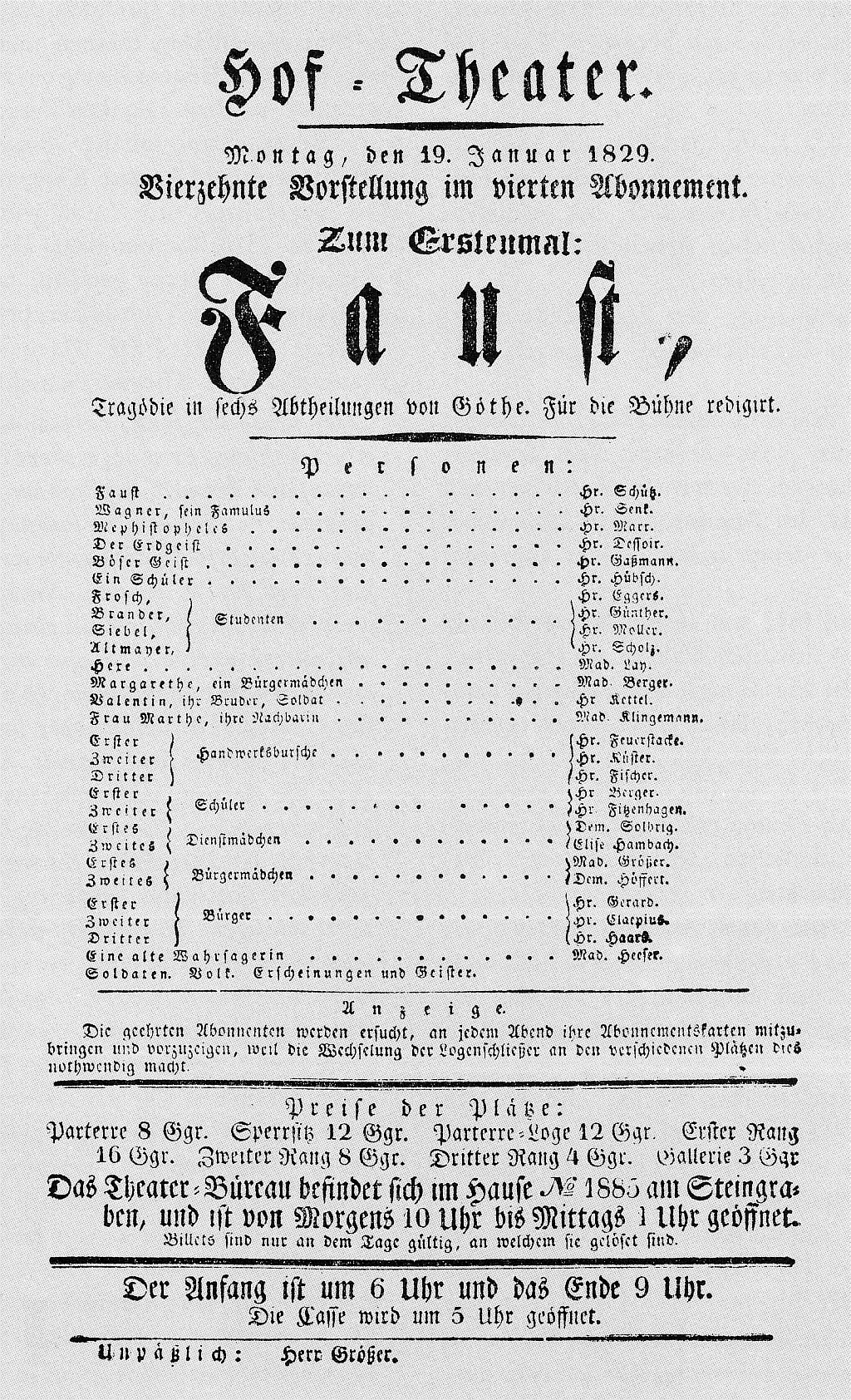
Theaterzettel der Uraufführung von Goethes Faust

- 19. Januar: Eine gegenüber dem Originaltext radikal veränderte und redigierte Fassung von Johann Wolfgang von Goethes Drama Faust. Eine Tragödie. wird am Hof-Theater in Braunschweig von Ernst August Klingemann uraufgeführt. Die Titelrolle wird von Eduard Schütz gespielt.
- 6. Februar: Uraufführung der Oper Le Jeune Propriétaire et le vieux fermier von Adolphe Adam am Théâtre des Nouveautés in Paris
- 9. Februar: Uraufführung der Oper Pierre et Catérine von Adolphe Adam an der Opéra-Comique in Paris
- 14. Februar: Die Oper La straniera (Die Fremde) von Vincenzo Bellini hat ihre Uraufführung am Teatro alla Scala di Milano in Mailand. Das Libretto hat Felice Romani auf Grundlage des Romans L’Étrangère von Charles Victor Prévôt, Vicomte d’Arlincourt verfasst.
- 11. März: Mit der ersten Wiederaufführung der Matthäus-Passion von Johann Sebastian Bach nach dessen Tod durch die Sing-Akademie zu Berlin begründet Felix Mendelssohn Bartholdy eine Bach-Renaissance im 19. Jahrhundert.
- 16. Mai: Die Uraufführung der Oper Zaira von Vincenzo Bellini am Teatro Ducale in Parma ist ein Misserfolg. Bellini verwendet deshalb größere Teile von Zaira in anderen Werken, insbesondere in der 1830 entstandenen Oper I Capuleti e i Montecchi.
- 3. August: Die Oper Guillaume Tell (Wilhelm Tell) von Gioachino Rossini wird an der Grand Opéra Paris uraufgeführt. Rossinis letzte Oper ist zugleich seine einzige Grand opéra. Der Text stammt von Etienne de Jouy und Hippolyte Bis nach dem gleichnamigen Schauspiel von Friedrich Schiller.
- 7. November: Uraufführung der komischen Oper Le dilettante d’Avignon von Fromental Halévy an der Opéra-Comique in Paris
- 22. Dezember: Uraufführungen der Oper Der Templer und die Jüdin von Heinrich Marschner am Stadttheater in Leipzig und des Liederspiels Die Heimkehr aus der Fremde von Felix Mendelssohn Bartholdy im Gartensaal des mendelssohnschen Familienbesitzes in Berlin
- Bartolomeo Merelli wird Direktor des Teatro alla Scala in Mailand.
- Die birmanische Glas-Palast-Chronik wird in Auftrag gegeben.

### Gesellschaft
- 2. August: Der brasilianische Kaiser Pedro I. heiratet in München per procurationem die Leuchtenberger Prinzessin Amélie.
- 23. Oktober: In der fertiggestellten Strafanstalt Eastern State Penitentiary in Philadelphia werden die ersten Häftlinge aufgenommen.
- 11. Dezember: Spaniens König Ferdinand VII. schließt mit Maria-Christina von Bourbon die Ehe. Sie wird seine vierte Gemahlin.

### Religion
- 31. März: Francesco Saverio Castiglione wird als Nachfolger des am 10. Februar verstorbenen Leo XII. vom Konklave zum Papst gewählt und nimmt den Namen Pius VIII. an.
- 13. April: Der vom britischen Parlament am 24. März beschlossene Catholic Relief Act erhält die formelle königliche Einwilligung. Das Gesetz gewährt den Katholiken im Vereinigten Königreich die freie Religionsausübung. Der seit 1534 in England abzulegende Suprematseid wird aufgehoben. Die Katholikenemanzipation erreicht ihren Abschluss.

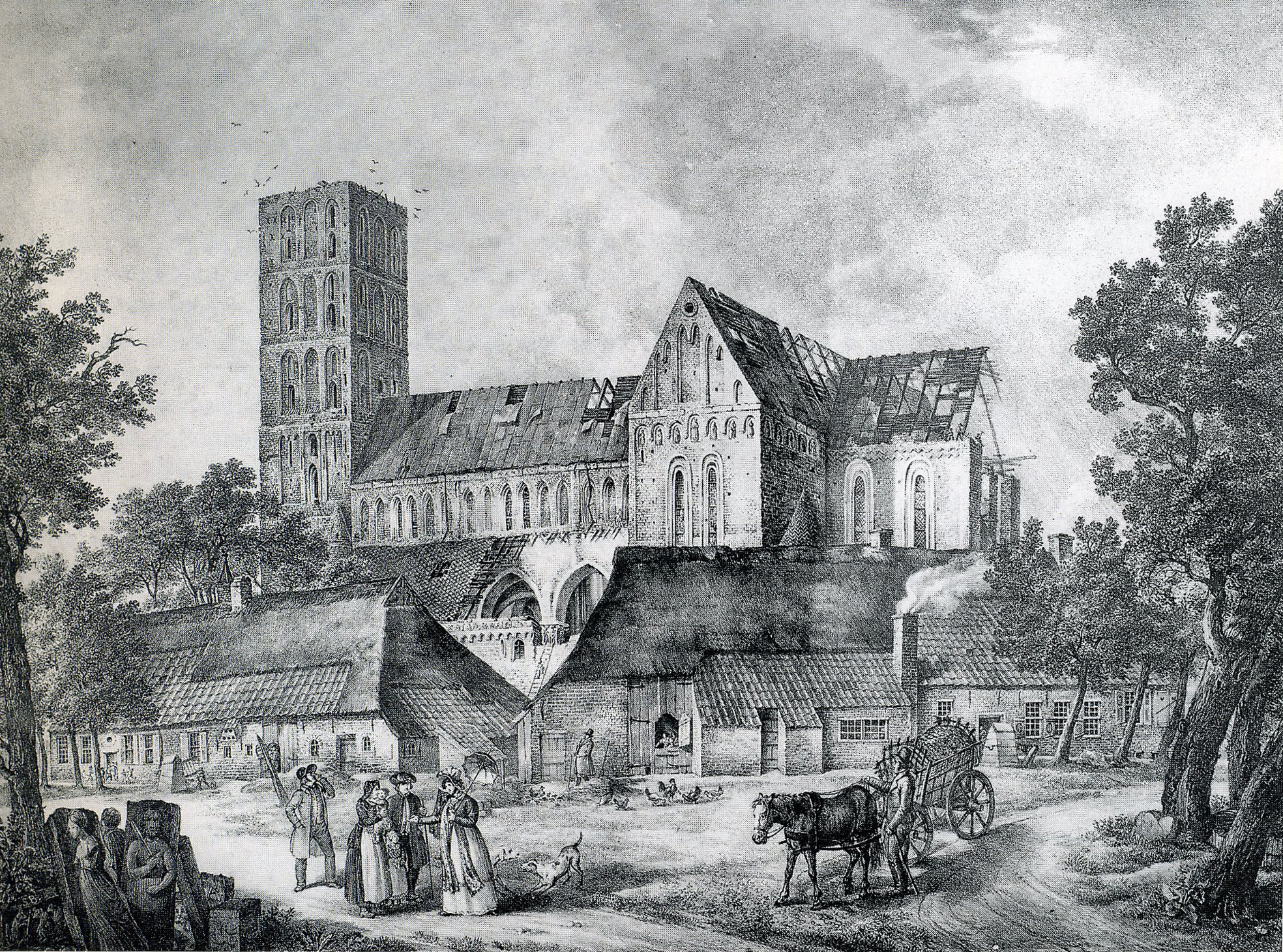
Die Kirche unmittelbar vor ihrem Teilabbruch

- Nachdem sich im August größere Teile vom Giebel gelöst haben, wird der „Seeräuber-Dom“ von Marienhafe in wesentlichen Teilen abgerissen.
- 4. Dezember: Der britische Generalgouverneur in Indien, Lord William Cavendish-Bentinck, verbietet die im hinduistischen Glauben wurzelnde Witwenverbrennung (Sati).

### Sport
- 10. Juni: Das Boat Race, die traditionelle Regatta zwischen den Ruderteams der Universitäten Oxford und Cambridge, wird erstmals ausgetragen.
- 10. August: Das Finsteraarhorn, der höchste Berg in den Berner Alpen, wird von Jakob Leuthold und Johann Währen bis zum Hauptgipfel bestiegen.
- 9. Oktober: Einer Bergsteigergruppe, die von Friedrich Parrot angeführt wird, gelingt die Erstbesteigung des Berges Ararat im Osten der Türkei.

## Geboren

### Januar/Februar
- 02. Januar: Carl Rosenberg, dänischer Publizist und Historiker († 1885)
- 03. Januar: Konrad Duden, preußisch-deutscher Gymnasiallehrer, Philologe und Lexikograf; Herausgeber des ersten deutschen Rechtschreibwörterbuchs († 1911)
- 05. Januar: Roger Tichborne, britischer Gentleman († 1854)
- 06. Januar: Kanagaki Robun, japanischer Schriftsteller († 1894)
- 09. Januar: Adolf von Schlagintweit, deutscher Reisender und Entdecker († 1857)
- 10. Januar: Hermann Blankenstein, deutscher Architekt, Stadtbaurat von Berlin († 1910)
- 17. Januar: Catherine Booth, Frau William Booths, des Gründers der Heilsarmee († 1890)
- 18. Januar: Ludvig Lorenz, dänischer Physiker († 1891)

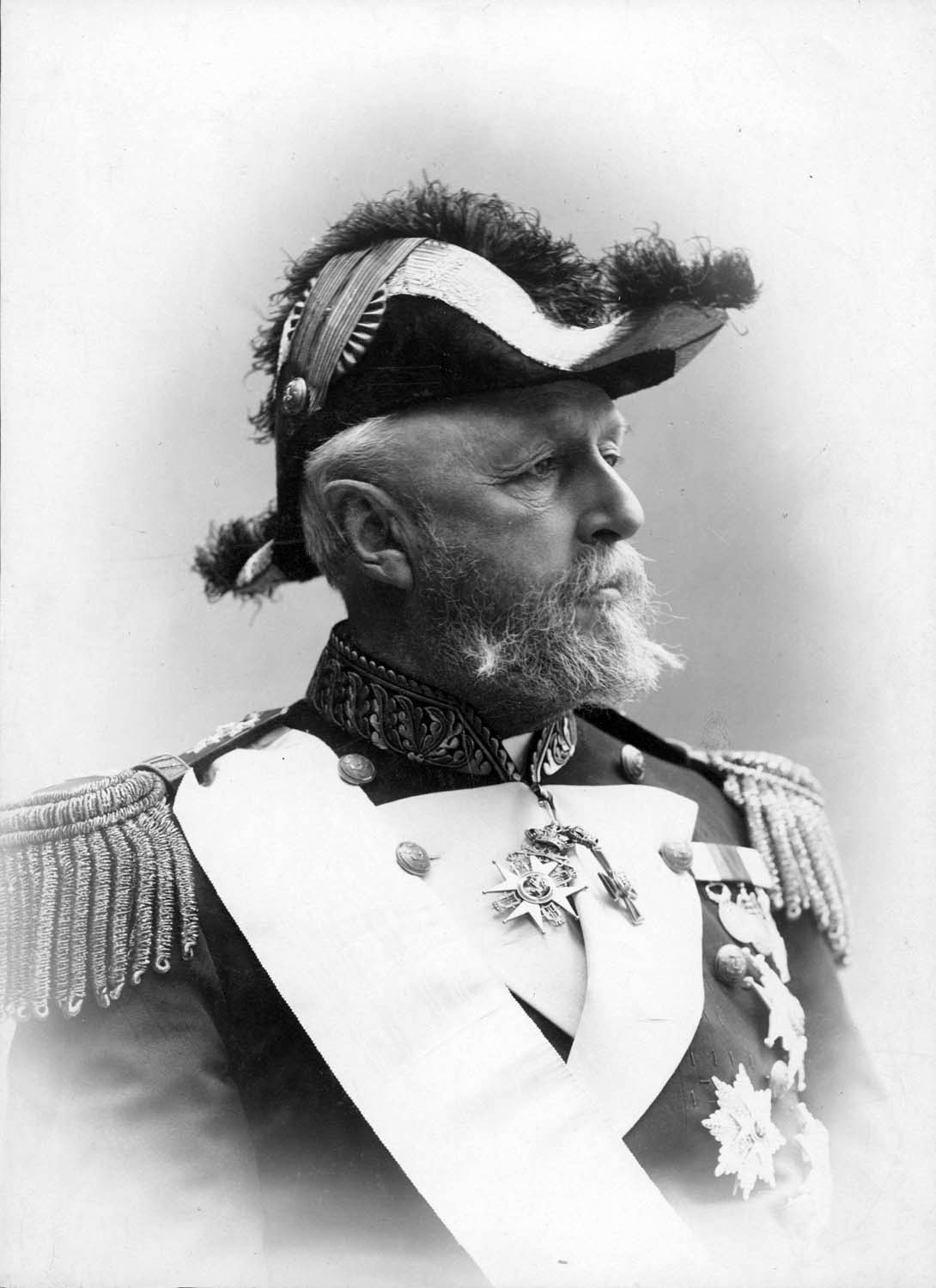
König Oskar II. von Schweden und Norwegen, zwischen 1880 und 1900

- 21. Januar: Oskar II., König von Schweden und Norwegen († 1907)
- 21. Januar: Paul Leopold Haffner, Bischof von Mainz († 1899)
- 23. Januar: Antonio Bossi, Schweizer Jurist und Politiker († 1893)
- 23. Januar: Albert Wessel, Schweizer Jurist und Politiker († 1885)
- 24. Januar: William Mason, US-amerikanischer Pianist, Komponist und Musikpädagoge († 1908)
- 25. Januar: Conrad Wilhelm Kambli, Schweizer evangelischer Geistlicher († 1914)
- 25. Januar: Franz von Mendelssohn, deutscher Bankier († 1889)
- 26. Jänner: Ferdinand Attlmayr, österreichischer Seetaktiker und Offizier († 1906)
- 27. Januar: John P. Jones, US-amerikanischer Politiker († 1912)
- 28. Januar: Gustav Karl Heinrich Ferdinand Emil von Arnim, preußischer General († 1909)
- 29. Januar: Tommaso Villa, italienischer Abgeordneter und Minister († 1915)
- 30. Januar: Alfred Cumming, Brigadegeneral des konföderierten Heeres während des Sezessionskrieges († 1910)
- 02. Februar: Alfred Brehm, deutscher Zoologe und Schriftsteller († 1884)
- 04. Februar: Paul d’Ivry, französischer Komponist († 1903)
- 06. Februar: Thomas Henry Armstrong, US-amerikanischer Politiker († 1891)
- 10. Februar: Simon Schwendener, Schweizer Botaniker und Universitätsprofessor († 1919)
- 11. Februar: Camillo Walzel, deutscher Librettist der „Goldenen Operettenära“ († 1895)
- 11. Februar: William A. Pile, US-amerikanischer Politiker († 1889)
- 11. Februar: Wilhelm Westmeyer, deutscher Komponist und Pianist († 1880)
- 12. Februar: Léonce Cohen, französischer Komponist († 1901)
- 13. Februar: Jakob Løkke, norwegischer Philologe und Schulbuchautor († 1881)
- 13. Februar: Wilhelm Knaack, österreichischer Schauspieler († 1894)
- 14. Februar: Jean Dufresne, Schachmeister und -autor († 1893)
- 18. Februar: Jacob A. Ambler, US-amerikanischer Politiker († 1906)
- 18. Februar: Rudolf Kögel, deutscher evangelischer Theologe († 1896)
- 19. Februar: Friedrich Witte, deutscher Apotheker, Fabrikant und Politiker († 1893)
- 20. Februar: Antonio Guzmán Blanco, General und Präsident von Venezuela († 1899)
- 21. Februar: Friedrich Bernet, Schweizer Jurist, Redakteur und Politiker († 1872)
- 22. Februar: Otto Ludwig Agricola, deutscher Politiker († 1902)
- 22. Februar: Eduard Julius Ludwig von Lewinski, preußischer General († 1906)
- 24. Februar: Friedrich Spielhagen, deutscher Schriftsteller († 1911)
- 25. Februar: Rufus W. Cobb, US-amerikanischer Politiker († 1913)
- 25. Februar: Anton von Scholz, deutscher Theologe († 1908)
- 26. Februar: Levi Strauss, deutsch-amerikanischer Industrieller und Erfinder der Jeans († 1902)
- 28. Februar: Hermann von Vietinghoff, preußischer Generalleutnant († 1905)

### März/April
- 02. März: Orestes Cleveland, US-amerikanischer Politiker († 1896)
- 02. März: Carl Schurz, US-amerikanischer General und Staatsmann († 1906)
- 03. März: Carl Heinrich von Siemens, deutscher Industrieller († 1906)
- 04. März: Joseph Brunet, französischer Politiker und Richter († 1891)
- 04. März: John Livingston Nevius, US-amerikanischer presbyterianischer Missionar († 1893)
- 07. März: Eduard Vogel, deutscher Afrikaforscher († 1855)
- 08. März: Marie Seebach, deutsche Schauspielerin und Opernsängerin († 1897)
- 11. März: Jakob Anderegg, Schweizer Bergführer († 1878)
- 13. März: Richard Coke, Gouverneur von Texas († 1897)
- 13. März: Heinrich Ludwig, deutscher Maler und Kunsthistoriker († 1897)
- 16. März: Ignaz von Ephrussi, russischer Bankier († 1899)
- 16. März: George M. Robeson, US-amerikanischer Politiker († 1897)
- 18. März: William Robertson Boggs, Offizier des US-Heeres, Brigadegeneral des konföderierten Heeres im Sezessionskrieg und Professor am Polytechnischen Institut von Virginia († 1911)
- 19. März: Paul-Henri Besson, Schweizer evangelischer Geistlicher und Dichter († 1877)
- 23. März: Norman Robert Pogson, englischer Astronom († 1891)
- 24. März: William Cumback, US-amerikanischer Politiker († 1905)
- 24. März: George Francis Train, US-amerikanischer Autor († 1904)
- 29. März: Nabil-i-Akbar, iranischer Bahai († 1892)
- 02. April: Alfred H. Littlefield, US-amerikanischer Politiker († 1893)
- 03. April: Anton Friedrich von Tröltsch, deutscher Arzt und Professor († 1890)
- 07. April: Georg Wilhelm Schulze, deutscher Pastor († 1901)
- 09. April: Hermann Ampach, deutscher Rittergutsbesitzer und Politiker († 1903)
- 10. April: Johannes Janssen, deutscher Historiker († 1891)
- 10. April: William Booth, Gründer und erster General der Heilsarmee († 1912)
- 11. April: Ernst aus’m Weerth, deutscher Historiker und Archäologe († 1909)
- 11. April: Alexander Buchan, britischer Klimatologe und Meteorologe († 1907)
- 12. April: Richard Lucae, deutscher Architekt und Direktor der Berliner Bauakademie († 1877)
- 17. April: Johann Wilhelm Appell, deutscher Schriftsteller und Bibliothekar († 1896)
- 18. April: Albert Fischer, evangelischer Pfarrer und Hymnologe († 1896)
- 19. April: Thomas M. Browne, US-amerikanischer Politiker († 1891)

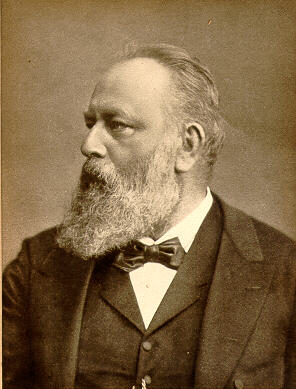
Theodor Billroth, 1887

- 26. April: Theodor Billroth, deutscher Mediziner († 1894)
- 27. April: Benjamin Vautier, deutscher Maler († 1898)
- 30. April: Ferdinand von Hochstetter, deutsch-österreichischer Geologe, Naturforscher und Entdecker († 1884)

### Mai/Juni
- 03. Mai: Jimmaku Kyūgorō, japanischer Sumōringer und zwölfter Yokozuna († 1903)
- 03. Mai: Éuphémie Vauthier (Garcin), französische Schriftstellerin († 1900)
- 08. Mai: Louis Moreau Gottschalk, US-amerikanischer Pianist und Komponist († 1869)
- 16. Mai: James Augustus Johnson, US-amerikanischer Politiker († 1896)
- 20. Mai: Victor Langlois, französischer Orientalist († 1869)
- 21. Mai: Lazarus Geiger, deutscher Sprachforscher und Philosoph († 1870)
- 23. Mai: Ole Richter, norwegischer Jurist, Redakteur und Politiker († 1888)
- 27. Mai: John Goode, US-amerikanischer Jurist und Politiker († 1909)
- 29. Mai: Albert Bowman Rogers, US-amerikanischer Vermesser und Entdecker des Rogers Passes († 1889)
- 31. Mai: Richard Voigtel, deutscher Architekt und Kölner Dombaumeister († 1902)
- 01. Juni: Cullen Andrews Battle, Brigadegeneral der Konföderierten im Sezessionskrieg († 1905)
- 03. Juni: Charles Johnson Brooke, zweiter weißer Raja von Sarawak († 1917)
- 03. Juni: Charles Renaud de Vilbac, französischer Organist und Komponist († 1884)
- 06. Juni: Honinbō Shūsaku, japanischer Go-Spieler († 1862)
- 08. Juni: John Everett Millais, britischer Maler († 1896)
- 08. Juni: Jacobus Anthonie Fruin, niederländischer Rechtswissenschaftler († 1884)
- 13. Juni: Wilhelm Riedel, deutscher Tuchfabrikant und Wohltäter († 1916)
- 16. Juni: Geronimo, Kriegshäuptling und Medizinmann eines Apachenstammes († 1909)
- 22. Juni: Louis Vautrey, Schweizer römisch-katholischer Geistlicher und Historiker († 1886)

### Juli/August
- 05. Juli: Wilhelm Storck, deutscher Germanist, Romanist und Übersetzer († 1905)
- 09. Juli: Robert Franklin Armfield, US-amerikanischer Politiker († 1898)
- 09. Juli: Ernest Pictet, Schweizer Bankier und Politiker († 1909)
- 12. Juli: William Backhouse Astor, US-amerikanischer Millionär († 1892)
- 14. Juli: Henry Edward Bird, englischer Schachspieler († 1908)
- 15. Juli: Levi Spear Burridge, US-amerikanischer Zahnarzt († 1887)
- 16. Juli: Graziadio Ascoli, italienischer Sprachwissenschaftler († 1907)
- 17. Juli: Alexander Tondeur, deutscher Bildhauer († 1905)
- 22. Juli: John Nevins Andrews, US-amerikanischer Reiseprediger, Bibeltheologe und Präsident der Generalkonferenz der Siebenten-Tags-Adventisten († 1883)
- 22. Juli: Jonathan Chace, US-amerikanischer Politiker († 1917)
- 26. Juli: Auguste Beernaert, belgischer Politiker und Jurist, Friedensnobelpreisträger († 1912)
- 30. Juli: Louis Grivart, französischer Politiker († 1901)
- 06. August: James T. Farley, US-amerikanischer Politiker († 1886)
- 12. August: John Horace Forney, General der Konföderierten im Sezessionskrieg († 1902)
- 16. August: John T. Bird, US-amerikanischer Politiker († 1911)
- 21. August: Edmond Potonié-Pierre, französischer Pazifist († 1902)
- 22. August: Johann Friedrich Sebastian Abratzky, Bezwinger der Festung Königstein († 1897)
- 23. August: Viktor Böhmert, Journalist, Freihändler und Volkswirt († 1918)
- 23. August: Moritz Cantor, erster deutscher Professor für die Geschichte der Mathematik († 1920)
- 28. August: Louis Constanz Berger, Wittener Industrieller und liberaler Politiker († 1891)
- 28. August: Albert Dietrich, deutscher Komponist († 1908)
- 28. August: Theodor Weber, evangelischer Mediziner († 1914)
- 29. August: Wilhelm Sohn, deutscher Maler der Düsseldorfer Schule († 1899)
- 30. August: David Friedrich Weinland, deutscher Zoologe und Jugendbuchautor († 1915)
- 31. August: Urs Schild, Schweizer Industrieller und Politiker († 1888)

### September/Oktober
- 03. September: Adolf Fick, deutscher Physiologe († 1901)
- 05. September: Lester Pelton, US-amerikanischer Erfinder († 1908)
- 05. September: Placido Maria Schiaffino, italienischer Abt und Kardinal († 1889)
- 06. September: Ignaz Dörr, deutscher Orgelbauer († 1886)
- 06. September: Harfenjule, Berliner Straßensängerin und Stadtoriginal († 1911)
- 06. September: Johann Peter Grieß, deutscher Chemiker († 1888)
- 06. September: Rudolf Radecke, deutscher Komponist, Chorleiter und Musikpädagoge († 1893)

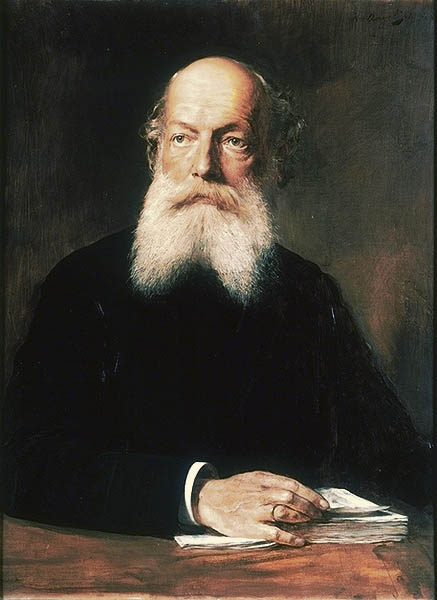
Friedrich August Kekulé, 1890

- 07. September: Friedrich August Kekulé, deutscher Chemiker und Naturwissenschaftler († 1896)
- 08. September: Seth Maxwell Barton, Brigadegeneral des konföderierten Heeres im Sezessionskrieg († 1900)
- 12. September: Anselm Feuerbach, deutscher Maler († 1880)
- 12. September: Alexander Stewart, US-amerikanischer Politiker († 1912)
- 16. September: Hugo Steuer, deutscher Architekt und Militärbaumeister († 1908)
- 17. September: Karl Hillebrand, deutscher Essayist, Publizist, Kulturwissenschaftler und Literaturhistoriker († 1884)
- 22. September: William W. Belknap, nordamerikanischer General († 1890)
- 22. September: Tự Đức, vierter Kaiser der vietnamesischen Nguyễn-Dynastie († 1883)
- 23. September: Friedrich Dittes, deutscher Pädagoge († 1896)
- 23. September: Hermann Müller, deutscher Botaniker, Korrespondenzpartner von Charles Darwin, entdeckte die Coevolution († 1883)
- 23. September: Radama II., Herrscher des Königreichs Madagaskar († 1863)
- 28. September: Erik Bodom, norwegischer Maler († 1879)
- 30. September: Franz Reuleaux, deutscher Ingenieur († 1905)
- 03. Oktober: John Rogers, US-amerikanischer Bildhauer († 1904)

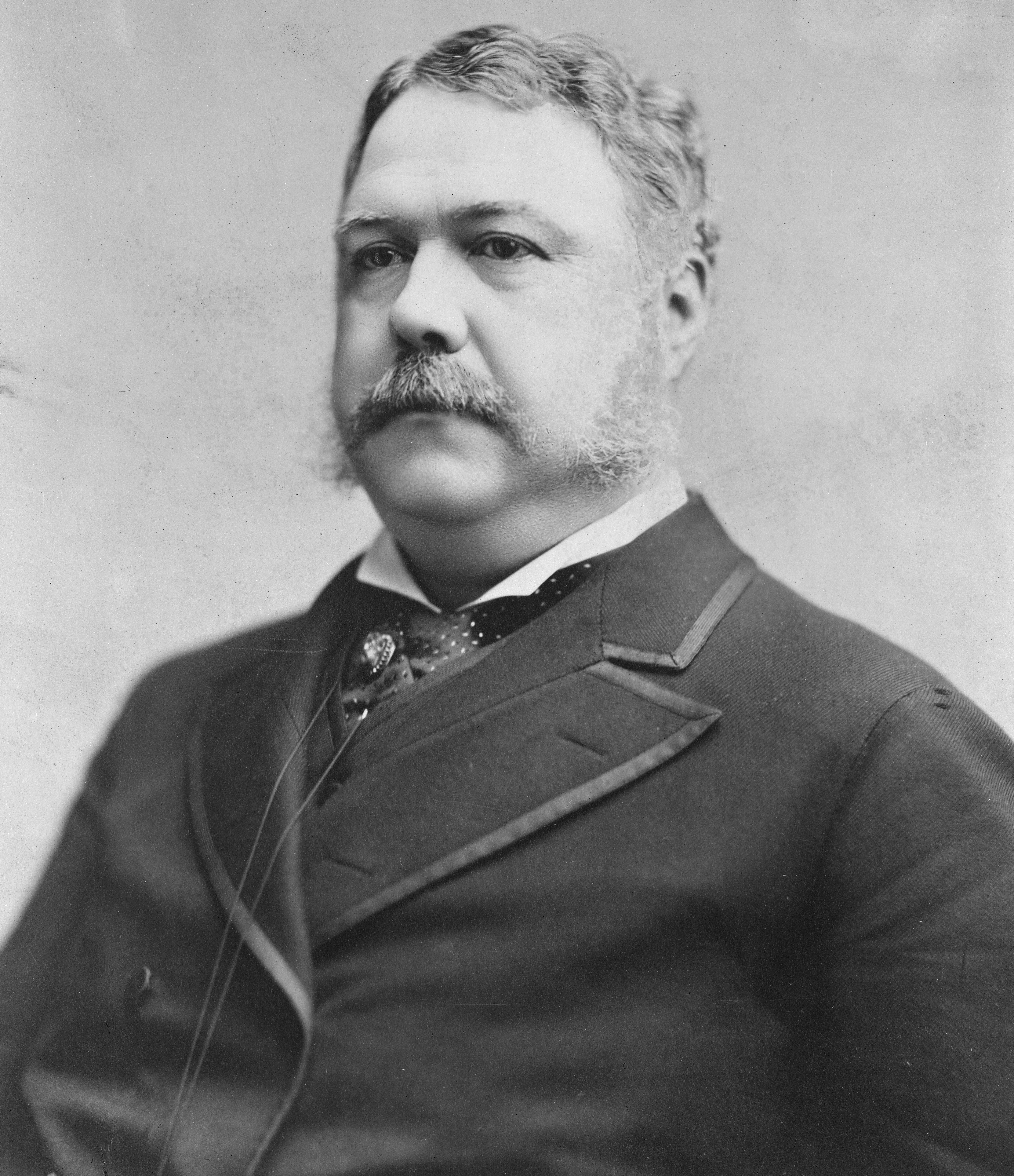
Chester Alan Arthur, 1882

- 05. Oktober: Chester Alan Arthur, 21. Präsident der Vereinigten Staaten von Amerika († 1886)
- 05. Oktober: Ludwig Knaus, deutscher Maler († 1910)
- 10. Oktober: Rudolf Lindau, deutscher Schriftsteller und Diplomat († 1910)
- 14. Oktober: Eduard Lasker, preußischer Politiker und Jurist († 1884)
- 15. Oktober: Asaph Hall, US-amerikanischer Astronom († 1907)
- 23. Oktober: Max Müller, deutscher Mediziner († 1896)

### November/Dezember
- 01. November: George Helm Yeaman, US-amerikanischer Politiker († 1908)
- 02. November: Giuseppe Mengoni, italienischer Architekt († 1877)
- 04. November: Philip Lutley Sclater, englischer Jurist und Zoologe († 1913)
- 05. November: Julius Kautz, ungarischer Nationalökonom († 1909)
- 07. November: Alfred von Schlabrendorff-Seppau, preußischer Gutsbesitzer und Politiker († 1896)
- 09. November: Hugo Pernice, deutscher Gynäkologe († 1901)
- 10. November: Elwin Bruno Christoffel, deutscher Mathematiker († 1900)
- 10. November: Newton Knight, Deserteur der Konföderierten Armee im Sezessionskrieg († 1922)
- 11. November: Antonio Caccia der Jüngere, Schweizer Schriftsteller italienischer Sprache († 1893)
- 14. November: Karl Wilhelm von Kupffer, deutscher Anatom und Pionier in der Embryologie († 1902)
- 15. November: Emmy von Rhoden, deutsche Schriftstellerin († 1885)
- 23. November: Heinrich von Achenbach, deutscher Politiker und Jurist († 1899)
- 24. November: Cyrus C. Carpenter, US-amerikanischer Politiker († 1898)
- 28. November: Anton Rubinstein, russischer Komponist, Pianist, Dirigent († 1894)
- 29. November: José López Domínguez, spanischer General und Ministerpräsident († 1911)
- 29. November: Paul Verne, französischer Schriftsteller († 1897)
- 09. Dezember: John J. Jacob, US-amerikanischer Politiker († 1893)
- 09. Dezember: Samuel Friedrich Rikli, Schweizer Unternehmer und Politiker († 1885)
- 13. Dezember: Hugo von Ziemssen, deutscher Mediziner († 1902)
- 14. Dezember: John Mercer Langston, US-amerikanischer Rechtsanwalt, Politiker und Bürgerrechtler († 1897)
- 18. Dezember: Christen Berg, dänischer Politiker († 1891)
- 18. Dezember: Wilhelm von Baden, badischer Prinz und preußisch-badischer Politiker und General († 1897)
- 24. Dezember: Benjamin Ipavec, slowenischer Komponist († 1908)
- 25. Dezember: Patrick Gilmore, US-amerikanischer Komponist und Militärkapellmeister († 1892)
- 27. Dezember: Albrecht Ohly, erster hauptamtlicher Bürgermeister von Darmstadt († 1891)
- 31. Dezember: Isacco Artom, italienischer Politiker und Diplomat († 1900)

### Genaues Geburtsdatum unbekannt
- Jules Anspach, belgischer Jurist († 1879)
- Mohammad Ali Khan Ala al-Saltaneh, iranischer Premierminister († 1918)
- Adolf Geyer, deutscher Sänger und Musikdirektor († 1896)

## Gestorben

### Erstes Quartal
- 01. Januar: Franz Joseph Weinzierl, deutscher römisch-katholischer Geistlicher (* 1777)
- 02. Januar: Christian Gottlieb von Arndt, deutscher Historiker und Philologe (* 1743)
- 02. Januar: Louis-Simon Auger, französischer Journalist und Schriftsteller (* 1772)
- 06. Januar: Josef Dobrovský, tschechischer Philologe und Slawist (* 1753)
- 09. Januar: Friedrich Christian Boock, dänischer Jurist und Gutsbesitzer (* 1767)
- 10. Januar: Carl Friedrich Heinze, deutscher Beamter und Hofrat (* 1788)
- 12. Januar: Friedrich Schlegel, deutscher Kulturphilosoph, Kritiker (* 1772)
- 14. Januar: Henry Ashley, US-amerikanischer Jurist und Politiker (* 1778)
- 15. Januar: Heinrich Julius Friedrich von Schrader, deutscher Jurist (* 1764)
- 17. Januar: Adam Müller von Nitterdorf, deutscher Philosoph und Staatstheoretiker (* 1779)
- 18. Januar: Benjamin Geithner, evangelischer Geistlicher (* 1749)
- 21. Januar: Kamma Rahbek, dänische Salonnière (* 1775)
- 26. Januar: Anuvong, König des laotischen Königreichs Vientiane (* 1767)
- 28. Januar: Ephraim Bateman, US-amerikanischer Politiker (* 1780)
- 28. Januar: Albrecht Ludwig Berblinger, deutscher Schneider und Flugpionier des Muskelkraftfluges (* 1770)
- 29. Januar: Paul de Barras, französischer Politiker und Mitglied des Direktoriums (* 1755)
- 29. Januar: Aloisius Fortis, Ordensgeneral (* 1748)
- 29. Januar: Timothy Pickering, US-amerikanischer Außenminister (* 1745)
- 01. Februar: Johann Ludwig Völkel, deutscher Altphilologe und Archäologe (* 1762)
- 02. Februar: Friedrich Begemann, deutscher Schriftsteller und Dichter (* 1803)
- 02. Februar: Johann Adolph Heinlein, deutscher Jurist und Bürgermeister (* 1798)
- 02. Februar: Wilhelm Christian Oettel, deutscher evangelischer Geistlicher und Pädagoge (* 1744)
- 10. Februar: Leo XII., Papst von 1823 bis 1829 (* 1760)
- 11. Februar: Alexander Gribojedow, russischer Diplomat und Dichter (* 1795)
- 14. Februar: Karl Ludwig von Le Coq, deutscher Offizier und Kartograf (* 1754)
- 15. Februar: Johann August von Veltheim, deutscher Offizier in britischen Diensten (* 1754)
- 16. Februar: François-Joseph Gossec, belgischer Komponist und Musiker (* 1734)
- 18. Februar: Jan Křtitel Kuchař, tschechischer Komponist (* 1751)
- 18. Februar: Johann Georg Daniel Arnold, deutscher Jurist und Schriftsteller (* 1780)
- 19. Februar: Christian August Thon, deutscher Jurist, Beamter und Politiker (* 1755)
- 22. Februar: Adam Albert von Neipperg, österreichischer General und Staatsmann (* 1775)
- 24. Februar: Christian Gottlieb Berger, deutscher evangelischer Geistlicher (* 1764)
- 24. Februar: Jan Stefani, polnischer Komponist (* um 1747)
- 26. Februar: Friedrich Schamberger, deutscher Jurist (* 1788)
- 27. Februar: Anton Heinrich Dammert, deutscher Wasserbauingenieur (* 1765)
- 27. Februar: Charles-Michel de Salaberry, kanadischer Soldat und Politiker (* 1778)
- 28. Februar: Lorenz Karsten, deutscher Ökonom, Agrarwissenschaftler und Hochschullehrer (* 1751)
- 01. März: Johann Friedrich VII. von Alvensleben, preußischer Landrat und Gutsbesitzer (* 1747)
- 02. März: Karl Gottfried Hagen, deutscher Universalgelehrter (* 1749)
- 02. März: Josefa Ortiz de Domínguez, mexikanische Nationalheldin (* 1773)
- 03. März: Carl Friedrich Ulrich von Ahlefeldt von Dehn, Baron von Dehn auf Ludwigsburg (* 1750)
- 05. März: John Adams, Meuterer auf der Bounty (* 1767)
- 05. März: Joseph-François-Louis Damas, Oberst in Amerika (* 1758)
- 09. März: Friedrich Wilhelm Ludwig von Beulwitz, deutscher Jurist und Kanzler von Schwarzburg-Rudolstadt (* 1755)
- 11. März: Christian Jakob von Schneider. deutscher Schriftsteller und Verleger (* 1772)
- 14. März: Michael Stiehr, deutscher Orgelbauer (* 1750)
- 15. März: Lorenz von Westenrieder, deutscher Historiker und Schriftsteller (* 1748)
- 17. März: Sophie Albertine von Schweden, von 1787 bis 1803 letzte Äbtissin des reichsunmittelbaren und freiweltlichen Stifts Quedlinburg (* 1753)
- 18. März: Alexandre de Lameth, französischer Soldat und Politiker (* 1760)
- 21. März: Theodor Christoph Grotrian, deutscher evangelischer Geistlicher, Pädagoge und Verleger (* 1755)
- 23. März: Robert Nares, englischer Geistlicher und Philologe (* 1753)
- 24. März: Jean-Baptiste Cavaignac, französischer General (* 1762)
- 26. März: Caroline von Humboldt, Tochter des preußischen Kammerpräsidenten Karl Friedrich von Dacheröden (* 1766)
- 26. März: Ludwig Philipp Christian von Türcke, deutscher Jurist (* 1772)
- 28. März: Johann Baptist von Schiber, deutscher Jurist (* 1764)
- 31. März: Edward Augustus Holyoke, amerikanischer Arzt (* 1728)

### Zweites Quartal
- 06. April: Niels Henrik Abel, norwegischer Mathematiker (* 1802)
- 12. April: Félix Neff, Schweizer evangelischer Wanderprediger (* 1797)
- 14. April: Christian August Fischer, deutscher Schriftsteller (* 1771)
- 18. April: Friedrich Casimir Elias Eichler von Auritz, deutscher Offizier (* 1768)
- 23. April: Friedrich Ludwig von Schack, preußischer Generalmajor (* 1747)
- 28. April: Carl Ludwig August von Benning, deutscher Offizier (* 1776)
- 28. April: Veronika Gut, Unterstützerin des Nidwaldner Widerstandes gegen die Helvetik (* 1757)
- 29. April: Ludwig Wilhelm Alexander von Hövel, badischer Staatsminister (* 1746)
- 30. April: Johann Georg Otto, deutscher Beamter (* 1744)
- 02. Mai: Caspar Hilt, deutscher Jurist (* 1765)
- 04. Mai: Johann Gustav Gottlieb Büsching, deutscher Archäologe, Germanist und Volkskundler (* 1783)
- 05. Mai: Elijah H. Mills, US-amerikanischer Politiker (* 1776)
- 08. Mai: Charles Abbot, 1. Baron Colchester, britischer Politiker (* 1757)
- 08. Mai: Carl Ludwig August Bergius, deutscher Beamter (* 1784)
- 08. Mai: Mauro Giuliani, italienischer Gitarrist und Komponist (* 1781)
- 09. Mai: Johann Michael von Seuffert, deutscher Jurist und Politiker (* 1765)
- 10. Mai: Thomas Young, britischer Mediziner (* 1773)
- 12. Mai: Johann Gottlieb Brucker, deutscher Mediziner (* 1770)
- 17. Mai: John Jay, US-amerikanischer Politiker (* 1745)
- 21. Mai: Asaf Jah III., indischer Fürst (* 1768)
- 21. Mai: Christoph Gottlieb Bogislav von Barnekow, preußischer Oberforstmeister und Gutsbesitzer (* 1740)
- 21. Mai: Peter I., Regent des Fürstbistums Lübeck und des Herzogtums Oldenburg sowie erster Großherzog von Oldenburg (* 1755)
- 25. Mai: Antonio Bagatella, italienischer Musiktheoretiker und Geigenbauer (* 1755)

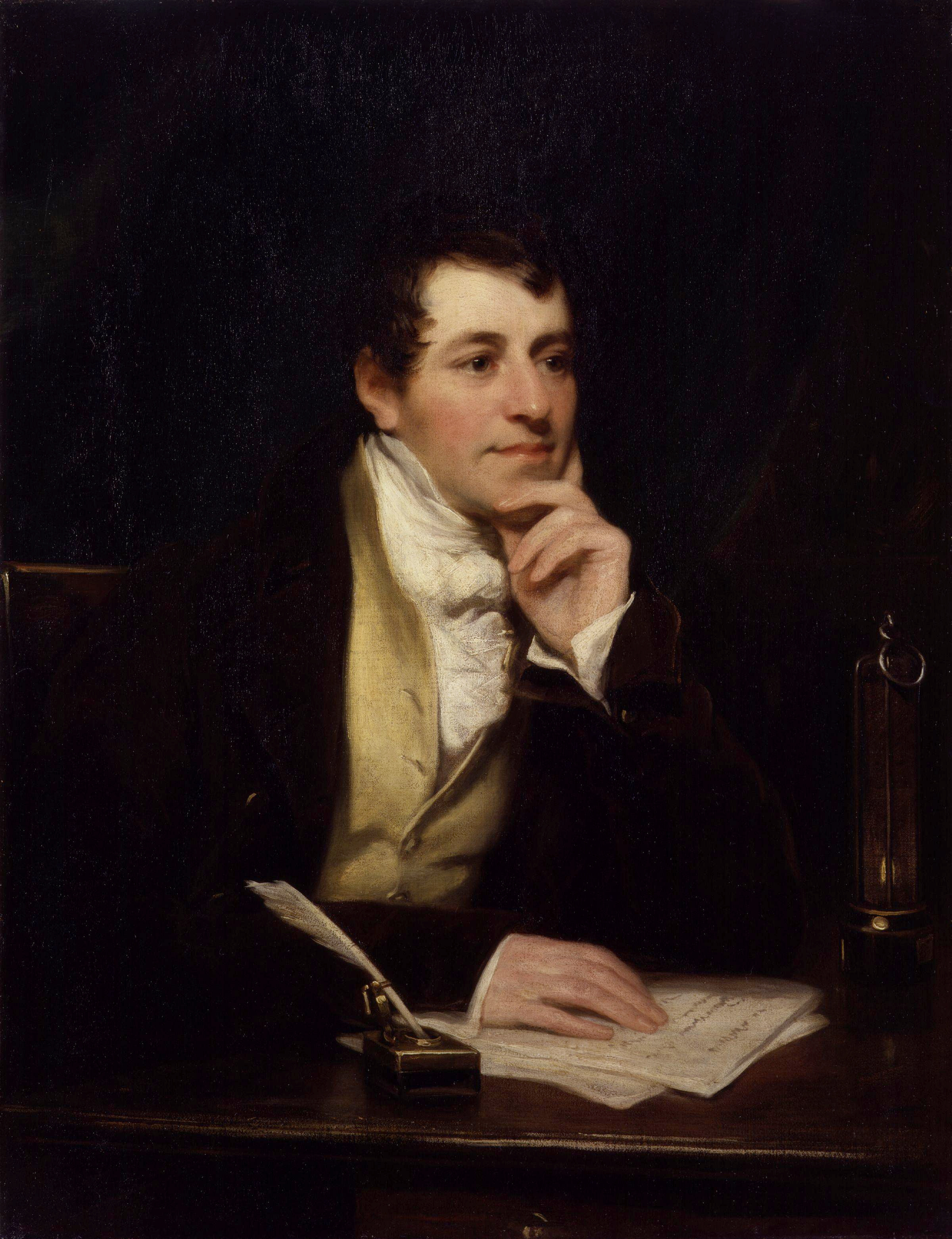
Humphry Davy, 1821

- 29. Mai: Humphry Davy, englischer Chemiker (* 1778)
- 30. Mai: Heinrich Ludwig von Hünecken, deutscher Offizier und Beamter (* 1767)
- 30. Mai: Friedrich Jakob Koch, deutscher evangelischer Geistlicher (* 1769)
- 31. Mai: Ludwig Aloys von Hohenlohe, deutscher Reichsfürst und General, Marschall von Frankreich, Statthalter von Galizien (* 1765)
- 06. Juni: Henry Dearborn, US-amerikanischer Arzt, Politiker und Offizier (* 1751)
- 09. Juni: Baltasar de Cisneros, spanischer Admiral und Vizekönig des Río de la Plata (* zwischen 1755 und 1758)
- 11. Juni: Adolf Müllner, deutscher Rechtsanwalt und Schriftsteller (* 1774)
- 15. Juni: Therese Huber, deutsche Schriftstellerin (* 1764)
- 24. Juni: Louis de Friant, französischer General (* 1758)
- 26. Juni: Johann Heinrich Wilhelm Tischbein, deutscher Maler (* 1751)
- 27. Juni: Johann Christian August Heyse, deutscher Pädagoge, Grammatiker und Lexikograf (* 1764)
- 27. Juni: James Smithson, britischer Mineraloge and Chemiker (* 1765)
- 29. Juni: Jacques-Alexis Thuriot de la Rozière, französischer Politiker (* 1753)

### Drittes Quartal
- 05. Juli: Carl Gotthold Claunigk, deutscher Orgelbauer (* 1761)
- 07. Juli: Jakob Friedrich von Abel, deutscher Philosoph (* 1751)
- 09. Juli: Karl Werner von Ahlefeldt, deutscher Ritter und Gutsherr von Osterhof (* 1770)
- 17. Juli: Charles Carnan Ridgely, US-amerikanischer Politiker (* 1760)
- 26. Juli: Kilian Ponheimer der Jüngere, österreichischer Maler und Kupferstecher (* 1788)
- 09. August: Edward Tiffin, US-amerikanischer Politiker (* 1766)
- 12. August: Gabriel Ciscar y Ciscar, spanischer Gelehrter, Marineoffizier und Regent (* 1760)
- 16. August: Karl Gesenius, deutscher Jurist und Sammler (* 1746)
- 18. August: Maria Francisca Benedita von Portugal, Infantin von Portugal und Brasilien  (* 1746)
- 23. August: Samuel Gottlob Auberlen, schwäbischer Musiker und Liedkomponist (* 1758)
- 09. September: Pankraz Vorster, letzter Fürstabt von Sankt Gallen (* 1753)
- 12. September: Juan Ignacio Molina, chilenischer Priester und Naturforscher (* 1740)
- 26. September: Philippe-Jean Pelletan, französischer Chirurg (* 1747)
- 29. September: Karl August Weinhold, deutscher Mediziner (* 1782)
- 30. September: Johann Christoph Spiess, deutscher reformierter Pfarrer und Konsistorialrat in Frankfurt am Main (* 1771)

### Viertes Quartal
- 06. Oktober: Pierre Derbigny, US-amerikanischer Politiker (* 1769)
- 11. Oktober: Claus Frimann, norwegischer Pfarrer und Dichter (* 1746)
- 12. Oktober: Jean-Baptiste Regnault, französischer Maler (* 1754)
- 29. Oktober: Maria Anna Mozart, Schwester von Wolfgang Amadeus Mozart (* 1751)
- 31. Oktober: Heinrich Wilhelm von Horn, preußischer Generalleutnant (* 1762)
- 03. November: Johann Theodor Roscher, deutscher Hütteninspektor (* 1755)
- 09. November: Jean-Xavier Lefèvre, Schweizer Komponist und Musikpädagoge (* 1763)
- 14. November: Louis-Nicolas Vauquelin, französischer Apotheker und Chemiker (* 1763)
- 14. November: Maria Beatrice d’Este, Herzogin von Massa und Carrara (* 1750)
- 15. November: Jakob Peter Gameter, Schweizer Jurist und Schriftsteller (* 1789)
- 23. November: Philipp von der Leyen, erster Fürst von der Leyen (* 1766)
- 25. November: Maria Therese von Artner, österreichische Schriftstellerin (* 1772)
- 26. November: Thomas Buck Reed, US-amerikanischer Politiker (* 1787)
- 26. November: Bushrod Washington, Richter am US Supreme Court (* 1762)
- 05. Dezember: James Sheafe, US-amerikanischer Politiker (* 1755)
- 14. Dezember: Luigi Marchesi, italienischer Opernsänger und Kastrat (* 1754)
- 16. Dezember: William Anderson, US-amerikanischer Politiker (* 1762)
- 18. Dezember: Jean-Baptiste de Lamarck, französischer Biologe (* 1744)
- 20. Dezember: Charles FitzRoy, britischer General und Politiker (* 1764)
- 21. Dezember: Augustin Sulpiz Zen Ruffinen, Bischof von Sitten (* 1765)
- 28. Dezember: Elizabeth Freeman, US-amerikanische Sklavin (* 1742)
- 29. Dezember: Ernst von Grossi. deutscher Mediziner und Hochschullehrer (* 1782)
- 29. Dezember: Henriette von Nassau-Weilburg, Prinzessin von Nassau-Weilburg (* 1797)

### Genaues Todesdatum unbekannt
- Józef Pawlikowski, polnischer jakobinischer Autor (* 1767)
- Iakovos Tombazis, griechischer Politiker und erster Admiral des Landes (* 1782)